# Мост-плотина у Адмиралтейства
Мост-плотина у Адмиралтейства — каменная плотина с пешеходным путём у Большого пруда в Екатерининском парке Пушкина. Памятник архитектуры, объект культурного наследия России федерального значения.
При обустройстве местности Большой пруд был отделён от оврага с ручьём Вангази деревянной плотиной со шлюзом. В 1750-х годах из оврага сформировали три Нижних пруда, а в 1770-х годах было принято решение изменить их форму. По проекту И. Герарда весной 1774 года началось строительство каменной плотины вместо деревянной.
В 1820—1822 годах плотина была переделана, предположительно её внешний облик был упрощён.
В 1970-е годы плотина была перестроена с использованием современных конструкций. В её теле расположены переливные трубы, затворная камера и тоннель водосбросного сооружения, рядом находится причал.
В 2019 году были выявлены проблемы с затворным механизмом плотины, в 2021 году были проведены ремонтные работы.